# Acinia
Acinia es un género de insecto de la familia Tephritidae del orden Diptera. Es de distribución principalmente neotropical, con 13 especies en total, 4 en Eurasia.

## Especies
- Acinia annulata (Robineau-Desvoidy, 1830)
- Acinia arctii (Robineau-Desvoidy, 1830)
- Acinia aurata Aczel, 1958
- Acinia biflexa (Loew, 1844)
- Acinia claripennis (Robineau-Desvoidy, 1830)
- Acinia corniculata (Zetterstedt, 1819)
- Acinia hendeli Aczel, 1958
- Acinia ica Hering, 1941
- Acinia jungsukae Kwon, 1985
- Acinia macroducta Dirlbek & Dirlbekova, 1972
- Acinia mallochi Aczel, 1958
- Acinia millefolii (Robineau-Desvoidy, 1830)
- Acinia obscura Aczel, 1958
- Acinia pallida (Macquart, 1835)
- Acinia pediculariarum (Robineau-Desvoidy, 1830)
- Acinia peruana Aczel, 1958
- Acinia picturata (Snow, 1894)
- Acinia plantaris (Robineau-Desvoidy, 1830)
- Acinia reticulata Aczel, 1958
- Acinia stellata (Macquart, 1843)
- Acinia tessariae (Kieffer & Jörgensen, 1910)